# Viaduc-métro de Clichy
Le viaduc-métro de Clichy est un viaduc ferroviaire situé en France, dans le département des Hauts-de-Seine. Inauguré en 1980, l'ouvrage est utilisé par les trains de la ligne 13 du métro de Paris et franchit la Seine entre les villes de Clichy et Asnières-sur-Seine.

## Situation

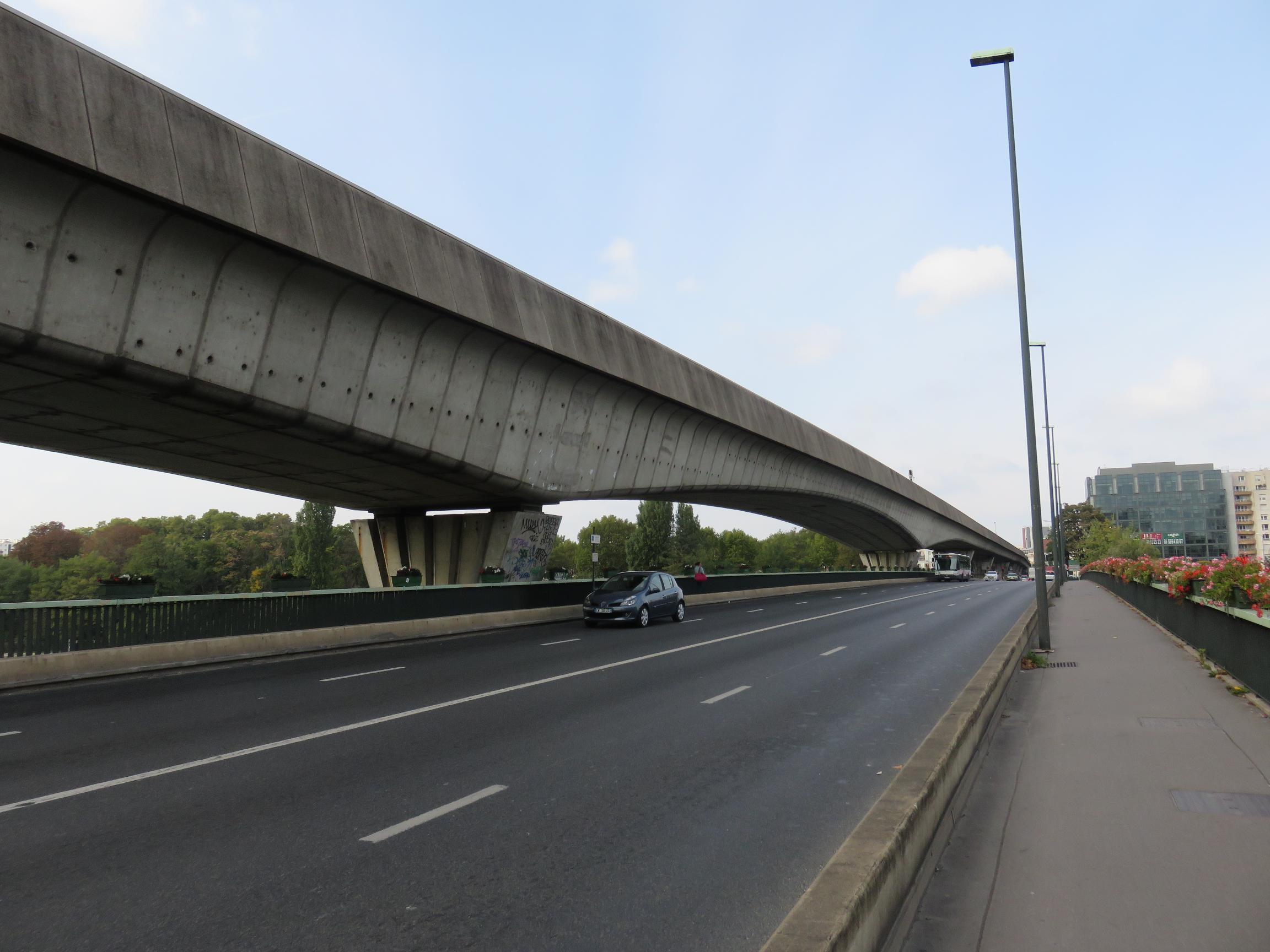
Pont de Clichy.

Le viaduc se situe sur la branche jaune de la ligne 13 du métro de Paris, ayant pour terminus Les Courtilles. Il s'insère entre les stations Mairie de Clichy, au sud-est, et Gabriel Péri, au nord-ouest, toutes deux situées en souterrain. Du côté de Clichy, il est précédé par une rampe de 50 mm/m, l'une des plus fortes déclivités rencontrées dans le métro parisien. Du côté d'Asnières, il se poursuit par une longue trémie qui permet au métro de replonger en souterrain entre les deux files d'une voie rapide.
L'ouvrage est parallèle au pont de Clichy mais il est surélevé par rapport à ce dernier afin de franchir les carrefours situés sur chaque rive.

## Caractéristiques techniques
L'ouvrage, en béton précontraint, est d'une longueur totale de 616 mètres dont 411,70 mètres au-dessus de la Seine et repose sur de profondes fondations dont certaines atteignent 42 mètres.

## Historique
Le prolongement de la ligne 13 au delà de Porte de Clichy jusqu'au pont de Clichy est envisagé dès 1928, dans le cadre du programme d'extension du métro en banlieue. Le projet refait ensuite surface dans les années 1960 : en première étape la ligne doit gagner le pont de Clichy puis, dans un second temps, elle doit franchir la Seine en souterrain pour rejoindre la place Voltaire à Asnières-sur-Seine. 
Cependant, dans les années 1970, le projet initial de traversée sous-fluviale est remis en cause du fait de la reconstruction à venir du pont de Clichy et de l'aménagement d'une voie rapide du côté d'Asnières. Profitant de ces opérations, la RATP décide donc de réaliser l'extension de la ligne 13 en viaduc ce qui permettrait d'importantes économies. Ce nouveau projet se heurte toutefois à une vive opposition des riverains, si bien que seule la traversée de la Seine est finalement maintenue en aérien. De ce fait la station « Pont de Clichy » initialement envisagée est abandonnée, car une forte rampe de 50⁄1 000 doit être construite à cet endroit pour passer du tunnel au viaduc. Mairie de Clichy sera donc la seule station établie dans la commune de Clichy, solution qui reste acceptable du fait que 80 % de la population de la commune vit à l'époque dans un rayon de 800 m autour de la station.
Les travaux du prolongement sont lancés en 1975. Pour augmenter l'acceptabilité de l'ouvrage aérien, la RATP prévoit des aménagements pour limiter le bruit et les vibrations. C'est ainsi que les trémies d'accès de part et d'autre de la Seine sont enfermées dans des coffrages en béton. En parallèle, le nouveau matériel MF 77 doit permettre de réduire les nuisances liées au roulement. Malgré ces concessions, les habitants et la municipalité de Clichy maintiennent leur opposition au viaduc et réclament une traversée sous-fluviale. Leur recours devant le Conseil d'Etat est rejeté, mais la procédure aura reporté l'ouverture d'une année.
Le viaduc est mis en service le 9 mai 1980 à l'occasion du prolongement de la ligne 13 entre Porte de Clichy et Gabriel Péri.